# Epicopeia albofasciata
Epicopeia albofasciata is een vlinder uit de familie van de Epicopeiidae. De wetenschappelijke naam van de soort is voor het eerst geldig gepubliceerd in 1926 door Djakonov.